# Lawa (stato)
Lo Stato di Lawa (noto anche come Lawa Thikana) fu uno stato principesco del subcontinente indiano, avente per capitale la città di Lawa.

## Storia
Lawa era anticamente parte dello stato di Jaipur. Nel 1772 la città di Lawa ed il territorio circostante vennero proclamati jagir (feudo) sotto il controllo dei maratha, tramite Amir Khan che poi divenne nawab di Tonk. Lawa divenne quindi uno stato tributario del principato di Tonk dal 1817.
Nel 1867, in seguito all'assassinio di Thakur Rewut Singh (zio del feudatario di Lawa) e di parte dei suoi sostenitori, lo stato di Lawa venne dichiarato separato dal proprio stato tributario e proclamato indipendente sotto la protezione del governo britannico.
Fu uno degli stati più piccoli che entrarono a far parte dell'Unione Indiana nel 1949, con una popolazione perlopiù rurale.

## Il forte di Lawa
Il territorio dello stato di Lawa nel corso della sua esistenza subì una serie di invasioni da parte di truppe di fede mussulmana, che però non riuscirono mai ad occuparlo, pur lasciando presente nella cultura locale (arti, architettura e cultura)  parte delle proprie conoscenze e dei propri stili. Per la difesa del territorio venne costruito un grande forte ancora in parte esistente.